# Dawn Richard
Dawn Angeliqué Richard, nota come Dawn Richard o D∆WN (New Orleans, 5 agosto 1983), è una cantautrice, ballerina e attrice statunitense, membro del gruppo delle Danity Kane fino al 2009, sotto contratto con la Bad Boy Records di Diddy.
Dal 2010, dopo lo scioglimento delle Danity Kane, Richard era sotto contratto con la Bad Boy Records, ma successivamente ad un litigio con Sean Combs, lasciò la casa discografia e lanciò la sua carriera da solista, attraverso la Our Dawn Entertainment.
Nel 2013 prende parte alla reunion delle Danity Kane. Il gruppo si scioglie nuovamente nell'agosto del 2014.

## Biografia
La Richard è nata a New Orleans in Louisiana, dalla quale si trasferì a Baltimora a causa dell'Uragano Katrina. La musica ha sempre fatto parte della vita della cantante in quanto il padre, Frank Richard, era il cantante e il percussionista del gruppo Funk/Soul Chocolate Milk; mentre sua madre possedeva una scuola di danza, dove Dawn passava la maggior parte del suo tempo esercitandosi nel ballo e nel canto.
Durante l'adolescenza la Richard entra a far parte della band Realiti. Nel 2004 durante un'esibizione al Tipitina's Uptown a New Orleans, viene notata da Kemic A. Smothers, che le propone di firmare un contratto con la Yeah! Brother Records. Con questa etichetta nel 2005 pubblicò l'album Been a While sotto il nome di Dawn Angelique.
Nel 2015 ha posato per una campagna della PETA in favore del veganismo, uno stile di vita che lei stessa ha abbracciato.

## Carriera

### 2005 – 2009:Making the Band 3e le Danity Kane

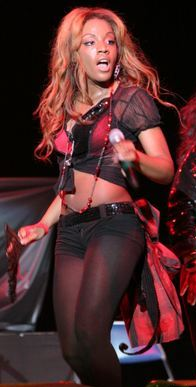
Dawn in concerto nel 2006

Nel 2005 partecipa alle selezioni per il reality show Making the Band 3. Alla fine del programma Richard fu scelta insieme a Shannon Bex, Aundrea Fimbres, Aubrey O'Day, e Wanita "D. Woods" Woodgette a far parte del gruppo delle Danity Kane. Il loro album di debutto pubblicato il 22 agosto 2006 negli Stati Uniti d'America ha venduto più di 90 000 copie nel primo giorno di uscita, e più di 234.000 nella prima settimana di uscita. E alla fine debuttò al numero uno della Billboard 200 degli Stati Uniti, battendo Christina Aguilera e gli OutKast. Inoltre, tra il febbraio 2007 e il maggio 2007, le Danity Kane parteciparono, insieme con le Pussycat Dolls, come band di apertura al Back to Basics Tour di Christina Aguilera.
Tra il febbraio 2007 e il maggio 2007 le Danity Kane parteciparono, insieme con le Pussycat Dolls, come band di apertura al Back to Basics Tour di Christina Aguilera. Nel frattempo la band intensificò il lavoro sul loro secondo album, di cui era stata inizialmente prevista la pubblicazione alla fine del 2007, infine rinviata al 2008.
Durante il finale della seconda stagione di Making the Band 4, fu annunciato che le Danity Kane sarebbero state la band principale del Making the Band 4 - The Tour. Un'anteprima della terza stagione di Making the Band 4 fu trasmessa su MTV il 19 agosto 2008, una settimana dopo durante un'intervista a Z100 al Beatstock Dance Festival, il gruppo dichiarò che stava scegliendo il terzo singolo da pubblicare dopo Bad Girl.
Dopo il Making the Band 4 - The Tour e il lancio del singolo Damaged, ci furono nuove voci circa lo scioglimento della band. Dovuto questo anche dal fatto che il mentore del gruppo, Combs in varie puntate della serie di Making the Band aveva criticato fortemente Aubrey O'Day circa le sue performance come ballerina e circa il suo desiderio di crearsi un'immagine al di fuori del gruppo. Nell'episodio di Making the Band, andato in onda il 28 agosto 2008 Sean Combs le disse che non gli piaceva questa immagine troppo "sexy" che si era creata al di fuori del gruppo e inoltre dichiarò che era "la peggior ballerina" delle Danity Kane.Le disse inoltre che non era più la ragazza che aveva scelto per far parte della band e che non era più una delle migliori. Combs senza mezzi termini ha accusato la O'Day di cercare di espandere la sua fama a spese di tutto il gruppo, e che le piaceva mostrare il seno e avere capelli lunghi e gonfi, riferendosi a un incidente in cui aveva strofinato la scollatura sul braccio di un presentatore televisivo.Furioso, Combs le chiese perché doveva tenerla nel gruppo. Le voci sullo scioglimento non si fermarono, ma il 7 settembre 2008 le Daniry Kane apparvero tutte insieme agli MTV Video Music Awards.

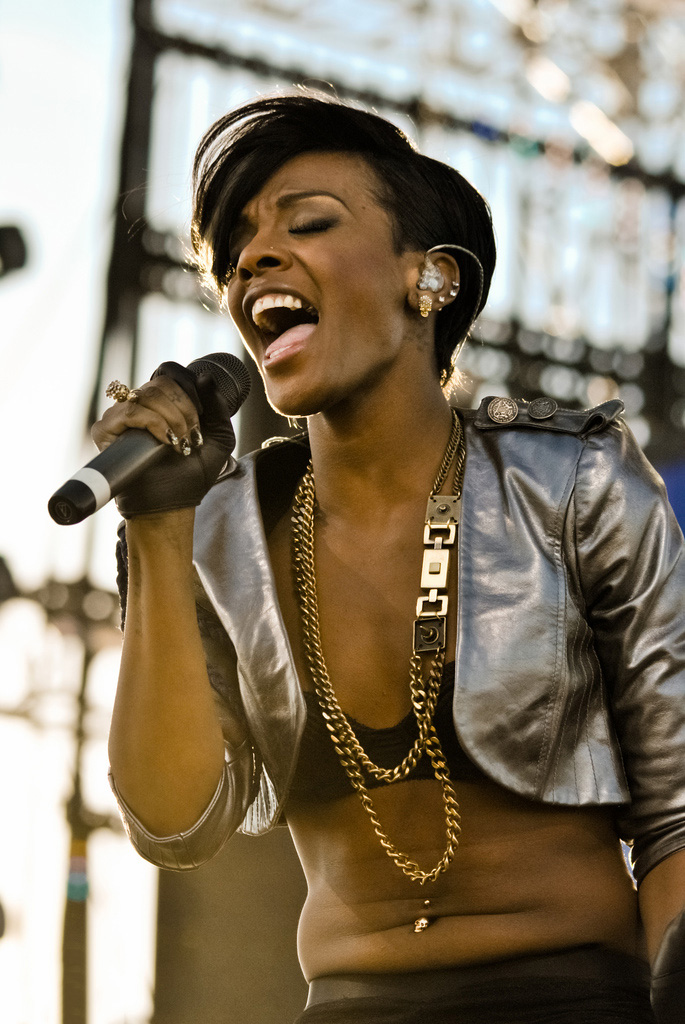
Dawn Richard in concerto nel 2010

Nel 2008 le Danity Kane stavano organizzando la registrazione del loro terzo album, la cui registrazione sarebbe dovuta iniziare nel gennaio del 2009. Nel frattempo il gruppo lanciò una linea di jeans, inoltre partecipò alla campagna pubblicitaria per la PETA. Infine avrebbero dovuto lanciare una linea di make up, vestiti e il lancio di un profumo. La Richard nel frattempo aveva creato un fumetto con il nome del gruppo, che sarebbe stato pubblicato nel 2009.
Durante l'episodio del 7 ottobre 2008 del reality show fu confermato che la O'Day e D.Woods non facevano più parte del gruppo.
Nel frattempo la Richard collaborò con alcuni dei più importanti cantanti e rapper americani: registrò un brano con il cantante Cherri V, dal titolo Fast Car, che divenne la canzone più ascoltata sul MySpace di Cherri V. All'inizio del 2008, trapelò su internet la canzone Phase che vedeva la collaborazione con il rapper Lil Wayne.
Il 28 gennaio 2008 durante un'intervista a Mtv News la Richard dichiarò che il gruppo si era sciolto, inoltre dichiarò che Combs aveva invitato le ragazze rimaste a partecipare alla nuova edizione di Making the Band, ma soltanto due ragazze parteciparono allo show: Aundrea Fimbres e Dawn Richard, mentre Shannon Bex non partecipò. In un'intervista rilasciata poco dopo l'inizio dello show la Bex dichiarò apertamente che non era contenta di come erano andate le cose. La Richard dichiarò: "Non so perché Shannon abbia lasciato. Credo sia semplicemente felice. Ho sentito che le cose con suo marito vanno bene. Le voglio bene, ma non so il motivo".
La nuova stagione di Making the Band mostrò le due ragazze rimaste che lottavano per cercare di continuare a lavorare insieme come gruppo e sperando nel ritorno della Bex. La serie terminò il 16 aprile 2009, quando nell'ultima puntata Combs disse alla Richard e alla Fimbres che aveva sciolto il contratto con D.Woods, la O'Day, con la Bex e che avrebbe sciolto anche il contratto con la Fimbres. Inoltre disse che la Richard avrebbe continuato a lavorate nella casa discografica e se si fosse parlato in futuro di un progetto di reunion, lo avrebbe appoggiato con tutte le forze.

### 2009 - 2011: Diddy-Dirty Money eThe Prelude to a Tell Tale Heart
Nel 2009, Richard ha iniziato a lavorare con la Bad Boy Records, scrivendo per il cantante Cassie e per lo stesso Combs. Subito dopo lo scioglimento delle Danity Kane, Richard è apparsa nello spot contro l'abolizione della Proposition 8. Richard divenne un membro della Diddy-Dirty Money. È apparsa nel video della canzone The Way You Love Me di Keri Hilson.
Durante il 2010 Richard ha lavorato assiduamente al suo mixtape, The Prelude to A Tell Tale Heart. Prima dell'uscita di quest'ultimo vennero pubblicate alcune tracce, come il singolo Me Myself & Y pubblicato tramite il sito globalgrind.com e le ballate These Tears e Let Love In. Il mixtape The Prelude to A Tell Tale Heart, chiamato anche #ATellTaleHeart,, è stato pubblicato il 7 febbraio 2011 tramite il sito ufficiale della cantante. Il mixtape contiene 15 tracce.
Nel 2011 a causa di un litigio con Sean Combs, lasciò la casa discografia e lanciò la sua carriera da solista, attraverso la Our Dawn Entertainment.

### 2012 - 2013:Armor OneGoldenHeart
Nel gennaio 2012 Dawn pubblica il suo primo singolo promozionale: SMFU (Save Me From U). Successivamente pubblicò altre canzoni come Fly, Change eBlack Lipstick. Il singolo che ottenne molto successo fu Bombs, il cui video venne paragonato a quello di Run the World (Girls) di Beyoncé e di Massive Attack di Nicki Minaj. Dopo il successo di Bombs venne pubblicato il singolo Armor On, seguito dal brano Automatic. Durante un'intervista la Richard ha dichiarato che il suo maggior progetto di debutto sarà una trilogia di album intitolata The Heart Trilogy. I tre album saranno:  Goldenheart, Blackheart e RedemptionHeart. Il primo album della trilogia Goldenheart venne pubblicato il 16 ottobre 2012.

### 2013 - 2014: Altri progetti solisti, reunion con le Danity Kane e secondo scioglimento
Nel maggio 2013 Shannon Bex, Aundrea Fimbres, Aubrey O'Day e Dawn Richard iniziarono a parlare di una possibile reunion e da allora vennero pubblicate foto del gruppo in studio di registrazione. Il quinto membro della band Wanita "D. Wood" non prenderà parte alla reunion, e anche se non è stata data nessuna spiegazione ulteriore, ha dichiarato "è stato portato alla mia attenzione che gli ex membri delle Danity Kane faranno una reunion, ma non farò parte di questa iniziativa. Le auguro molto successo per i loro sforzi".
Durante il pre-show degli MTV Video Music Awards 2013, il 25 agosto 2013, i quattro membri rimanenti del gruppo hanno annunciato la reunion e che il nuovo singolo, chiamato Rage, uscirà presto. Inoltre hanno dichiarato che il singolo è stato prodotto da The Stereotypes, gli stessi prodotti del singolo Damaged.
Durante un'intervista la Richard aveva dichiarato che il secondo disco della trilogia, intitolato BlackHeart, sarebbe stato pubblicato nell'ottobre 2013; successivamente dichiarò che questo sarà pubblicato il lancio del nuovo album con le Danity Kane e che l'ultimo disco, RedemptionHeart, verrà pubblicato nel 2014
Il 15 maggio 2014 è stato pubblicato, tramite il sito SoundCloud, il primo singolo del terzo album del gruppo intitolato Lemonade. Il singolo è stato prodotto da The Stereotypes e vede la collaborazione col il rapper Tyga. Il 29 maggio viene invece pubblicato un "lyrics video" del singolo, tramite YouTube, dove tre bambine impersonano le tre ragazze.
Il gruppo si scioglie nuovamente nell'agosto del 2014 a seguito di una forte lite tra Dawn Richard e Aubrey O'Day. L'annuncio viene dato ufficialmente da O'Day e Bex l'8 agosto 2014.

### 2015 - 2019:Redemption, la nuova reunion con le Danity Kane,New Breed

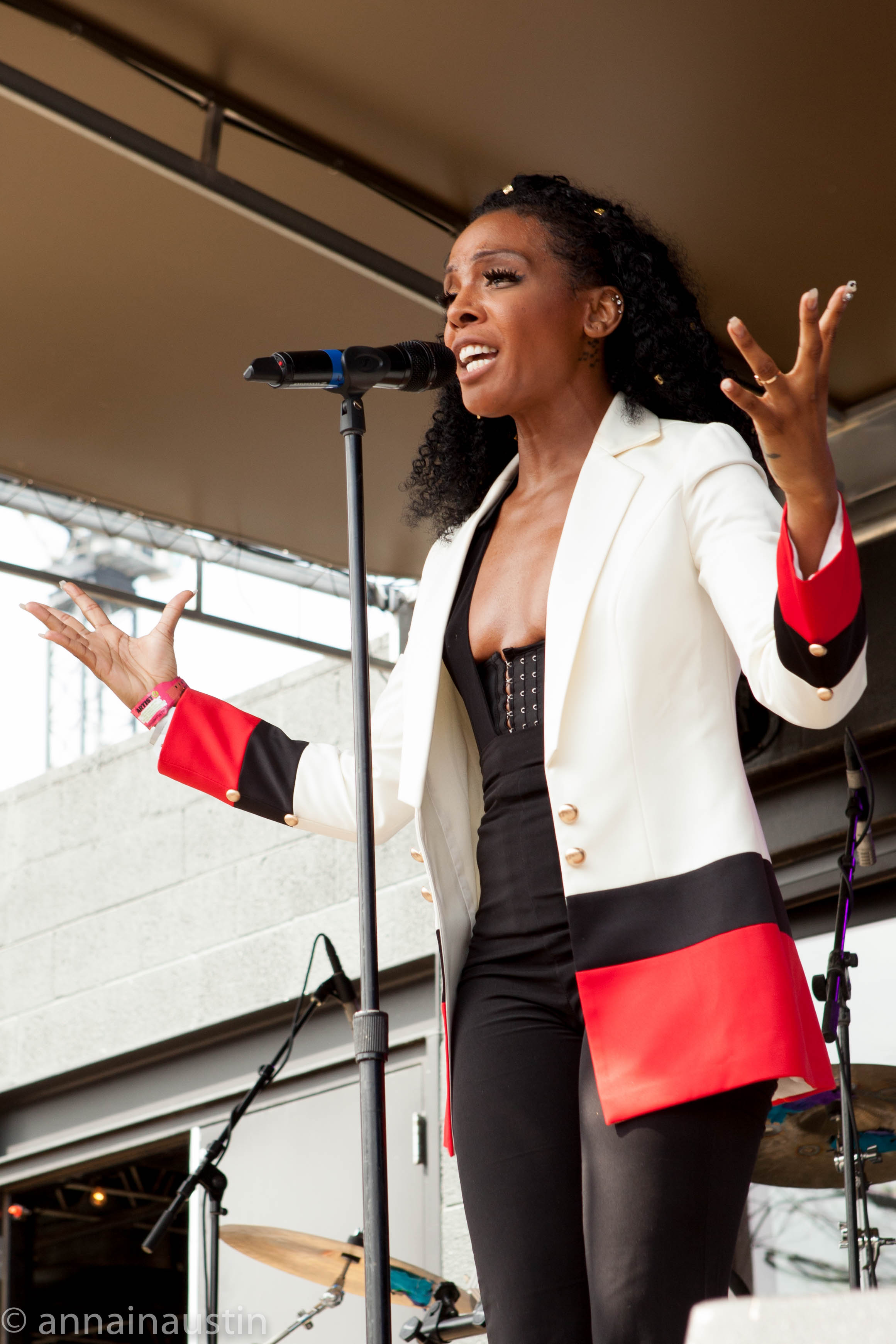
Richard nel 2016

Nell'estate 2018 Aubrey O'Day, Shannon Bex e Dawn Richard annunciano una nuova reunion delle Danity Kane e che il gruppo andrà in tournée per promuovere il loro nuovo album delle Dumblonde, il nuovo lavoro di Richard e nonché le canzoni delle Danity Kane. Il The Universe Is Undefeated Tour inizia il 28 settembre 2018 a Stamford e termina il 14 giugno 2019 a Fort Lauderdale.
Nel gennaio 2019 O'Day annuncia che il gruppo sta lavorando a nuovo materiale; quello stesso anno il trio pubblicata il singolo Neon Lights.

### 2020: Il futuro delle Danity Kane
Richard continua il lavoro all'interno delle Danity Kane, infatti all'inizio del 2020 il gruppo pubblica l'EP, dal titolo Strawberry Milk, contenente due singoli:Fly e Boy Down L'EP rilasciato sotto il nome del gruppo è stato anche promosso come Aubrey X Dawn. I fans hanno notato la mancanza di Shannon Bex da questi ultimi progetti e durante una diretta su Instagram O'Day ha dichiarato che "Bex è focalizzata sulla costruzione della sua azienda Vooks", aggiungendo che "le Danity Kane sono molto più che cinque ragazze, possono essere una, due, cinque ragazze. Sono una voce per le donne e che al momento siamo in due e chissà cosa ci attende in futuro. Le cose possono cambiare, le cose si possono muovere in direzioni diverse. Tutti sono sempre ben accetti a tornare". Il 19 marzo 2020 O'Day e Richard pubblicano un nuovo singolo, dal titolo New Kings.

## Discografia

### Con le Danity Kane
- 2006 - Danity Kane
- 2008 - Welcome to the Dollhouse

### Solista

#### Album in studio
- 2005 - Been a While
- 2013 - Goldenheart
- 2015 - Blackheart
- 2016 - Redemption
- 2019 - New Breed
- 2021 - Second Line: An Electro Revival
- 2022 - Pigments

#### Mixtape
- 2011 - The Prelude to A Tell Tale Heart

#### EP
- 2012 - Armor On
- 2012 - Whiteout

## Filmografia
- Rosewood – serie TV, episodio 2x03 (2016)
- Insecure – serie TV, episodio 3x01 (2018)